# Селікса (археологія)
Селікса — колишня назва села Кіжеватово Бессоновського району Пензенської області, у околицях якого виявлено численні археологічні пам'ятки: городище, чотири поселення, могильник і курган

## Селіксівський могильник
Найстародавнішнім серед селіксівських пам'яток є Селіксівський могильник. Селіксенскій могильник відноситься до 3-4 та 6-7 сторіч. Він розташований за 1,5 км на схід від села на лівому березі річки Отвіль.
Могильник відкрито й досліджено експедиціями Пензенського краєзнавчого музею під керівництвом М. Р. Полєсських у 1952—1957, 1959 та 1968 роках.
Розкрито 166 поховань. Поховання здійснювалися за обрядом кремації і інгумації в простих могильних ямах без яких-небудь внутрішніх могильних конструкцій. Виявлено бронзові прикраси та залізні знаряддя праці, зброю, ліпний бурий посуд, скроневі бовкунчики з двоконічним тягарцем, гривні, нагрудні бляхи, литі браслети, сокири, ножі, наконечники стріл та списів. М. Р. Полєсських виділив два хронологічні етапи формування могильника:
- ранній етап — 3-4 сторіччя;
- пізній етап — 6-7 сторіччя, що збігається з початковим етапом формування мордви-мокші.

## Селіксівське городище
Селіксівське городище 12-13 сторіччя розташоване в 1 км на південь від села. Вперше досліджене Н. Горожанським у 1884 році у «Матеріалах для археології Росії». 1950 року експедицією Пензенського краєзнавчого музею під керівництвом М. Р. Полєсських проводилися розкопки. Було виявлено культурний шар 12-13 сторіччя зруйнований оранкою. У ньому були виявлені червона гончарна кераміка, пряслиця, бронзові й залізні ремісницькі вироби, кістки тварин.
Оборонні споруди городища складалися з двох рядів валів й ровів.
М. Р. Полєсських й Г. М. Белорибкін віднесли Селіксівськее городище до буртасів.

## Селіксівські селища
Селіксівські поселення відкриті і частково досліджені експедиціями Пензенського краєзнавчого музею у 1952, 1954, 1959, 1960 й 1967 роках.
Одне поселення, розташоване в 1,5 км на схід від села, за виявленою керамікою відноситься до 2-7 сторіч.
Три інших поселення за виявленою червоною гончарною керамікою, залізними й бронзовими предметами й прикрасами віднесено на 12-13 сторіччя.

## Селіксівський курган
Селіксівський курган розташовано за 1,5 км на схід від села. Курган має округлу форму, висоту — 2,4 м, діаметр — 21 м. Розкопкам не підлягав.